# سلمان الحريري
سلمان سعيد عباس الحريري ولد في جزيرة تاروت الربيعية 24/01/1988. يلعب في مركز الجناح الأيسر .
بدأ حياته الكروية بنادي النور وانتقل لنادي الاتفاق 750الف ريال في موسم 2007/2008
لعب عدت لعب في أول موسم مع الفريق الأول عدت مباريات وسجل 7 أهداف مع الاتفاق وهدف وحيد في الفيصلي
لعب بعد الاتفاق لأندية الإتحاد ونجران ونادي هجر ونادي الصفا ونادي الترجي ونادي النور.

## روابط خارجية
- سلمان الحريري على موقع Soccerway.com (الإنجليزية)
- سلمان الحريري على موقع كووورة